# Луан Гарсія
Луан Гарсія (порт. Luan Garcia Teixeira; нар. 10 травня 1993, Віторія) — бразильський футболіст, захисник клубу «Толука».
Виступав, зокрема, за клуб «Васко да Гама», а також олімпійську збірну Бразилії.
Володар Кубка Бразилії. У складі олімпійської збірної Бразилії — олімпійський чемпіон.

## Клубна кар'єра
Народився 10 травня 1993 року в місті Віторія. Вихованець футбольної школи клубу «Васко да Гама». Дорослу футбольну кар'єру розпочав 2012 року в основній команді того ж клубу, кольори якої захищав до 2017 року.
З 2017 по 2024 роки виступав у складі клубу «Палмейрас». Наразі захищає кольори мексиканської команди «Толука».

## Виступи за збірні
Протягом 2012–2013 років залучався до складу молодіжної збірної Бразилії. На молодіжному рівні зіграв в 11 офіційних матчах, забив 1 гол.
2016 року  захищав кольори олімпійської збірної Бразилії. У складі цієї команди провів 2 матчі. У складі збірної — учасник футбольного турніру на Олімпійських іграх 2016 року у Ріо-де-Жанейро.

## Титули і досягнення
«Васко да Гама»
- Володар Кубка Бразилії (1): 2011
- Переможець Ліги Каріока (2): 2015, 2016

«Палмейрас»
- Чемпіон Бразилії (1): 2018
- Володар Кубка Лібертадорес (2): 2020, 2021
- Чемпіон штату Сан-Паулу (2): 2020, 2022
- Володар Кубка Бразилії (1): 2020
- Переможець Рекопи Південної Америки (1): 2022
- Володар Суперкубка Бразилії (1): 2023

Бразилія
- Олімпійський чемпіон (1): 2016
- Бронзовий призер Панамериканських ігор: 2015